# Georges de la Hèle
George de la Hèle (aussi Georges, Helle, Hele) (1547 – 27 août 1586), compositeur franco-flamand de la Renaissance, fut surtout actif dans les chapelles des Habsbourg en Espagne et dans les Pays-Bas. Parmi ses compositions qui nous sont parvenues, un livre de huit messes (la plupart pour huit voix). Alors qu'il fut l'un des auteurs les plus prolifiques de son temps, la majeure partie de son œuvre fut détruite lors de l'incendie des archives du palacio real à Madrid en décembre 1734. Certaines de ses œuvres nous sont toutefois connues par un inventaire de 1585. Il inclut des motets, une ébauche de Passion, des messes et des lamentations. Les dix œuvres qui nous sont parvenues ont été publiées dans la série 56 de Corpus mensurabilis musicæ (deux volumes).

## Éléments biographiques
La Hèle est né à Anvers, il reçut son éducation à la Cathédrale Notre-Dame d'Anvers ainsi que sa formation musicale. Il est probable qu'il ait également été formé au chant à Soignies. En 1561, tel Pierre Maillart, il fut recruté par Michel de Bocq en tant qu'enfant de chapelle à Madrid, à la Capilla Flamenca de Philippe II. Il fut ensuite l'élève de Pierre de Manchicourt, un autre compositeur franco-flamand qui passa la majeure partie de sa carrière en Espagne. Manchicourt a probablement détecté le jeune la Hèle lors d'un de ses très nombreux voyages dans sa patrie d'origine à la recherche de jeunes talents. Après avoir été chantre pendant plusieurs années, on retrouve la Hèle à l'Université d'Alcalá peu avant 1570. En 1570, il regagne le Nord et s'inscrit à l'Université catholique de Louvain. Bien que cette période de sa vie ne soit pas bien documentée, on pense qu'il y suivait des cours, non pas de musique, mais plutôt de théologie. Il semble toutefois ne pas avoir achevé sa prêtrise mais avoir été toutefois assez élevé dans la hiérarchie cléricale pour en retirer des profits.
Entre 1570 et 1580, la Hèle est donc aux Pays-Bas travaillant successivement comme Maître de chapelle de Saint-Rombaut à Malines et à Tournai. Deux foyers importants en matière de composition musicale. Ce furent également ses années les plus prolifiques, il écrivit huit messes qui furent publiées en 1578 par l'anversois Christophe Plantin sous le titre de "Octo missæ", qui est la pièce maîtresse concernant son œuvre qui soit parvenue jusqu'à nous.
En 1580, la Hèle devient Maître de chapelle (maestro di capilla) de la chapelle royale de Philippe II d'Espagne. L'année suivante, il part pour Madrid où il prend la direction de la Capilla flamenca. Sa carrière, là-bas, sera également couronnée de succès et son talent, reconnu de tous. Il contribua à l'élargissement du répertoire de la Chapelle en introduisant des œuvres de compositeurs tels que le franco-flamand Clemens non Papa, l'italien Palestrina, et d'espagnols comme Francisco Guerrero et Cristóbal de Morales.
Peu avant sa mort, il épousa Madelena Guabaelaraoen dont il fit son unique héritière (sa fortune était considérable). Il mourut à Madrid, le 27 août 1586, d'une cause qui ne nous est pas connue mais il n'était âgé alors que de 38 ou 39 ans.

## Musique et influences
Les huit messes de la Hèle utilise la technique de la « messe-parodie » (ou « messe parodie ») où le compositeur utilise une mélodie populaire sur laquelle sont chantées les paroles de l’Ordinaire à cinq ou six voix, voire plus. Chacune des messes de la Hèle sont des précurseurs de la polyphonie qui inclut des auteurs comme Josquin des Prez, Cyprien de Rore, Thomas Créquillon, et Orlande de Lassus. Toutes ses sources sont des motets. À l'inverse d'autres compositeurs, la Hèle évitera toujours soigneusement de recourir à des chants séculiers comme source d'inspiration.
À l'évidence, le travail de la Hèle faisait l'objet de toutes les considérations - et certainement par Phillippe II, lui-même. Cependant, la publication de ses huit messes fut un évènement dont l'ampleur fut à ce point hors du commun que le sens des affaires de Plantin le conduisit à exiger de la Hèle qu'il achète personnellement quarante exemplaire de l'ouvrage afin de participer aux coûts d'édition. Il lui fit cependant une remise en lui facturant lesdits exemplaires à 16 florins au lieu de 18. Le livre se vendit pourtant très bien, si bien que de nombreux exemplaires existent encore aujourd'hui.
Sa chanson dans le "Rossignol musical": "Mais voyez mon cher esmoy" a remporté le prix de la meilleure chanson à Évreux en 1576.

## Discographie
- Graindelavoix, 2017, Orazio Vecchi (1500-1605): Vecchi Requiem - Rubens's funeral and the Antwerp Baroque, Glossa GCD P32113